# Associação Atlética Universitária Concórdia
A Associação Atlética Universitária Concórdia, também referida como AAU UnC Concórdia  é um clube feminino de handebol, com sede em Concórdia, Santa Catarina. Atualmente, o Concórdia participa da Liga Nacional de Handebol Feminino, tendo sido vencedor nas edições de 2013, 2017 e 2018, e vice-campeão em 2012, 2014 e 2015.
Além disso, a equipe conquistou o Sul/Centro-Americano de Handebol em 2019 e recebeu o direito de disputar o IHF Women's Super Globe, organizado pela Federação Internacional de Handebol (IHF), onde ficou na terceira colocação.

## Títulos
- Liga Nacional de Handebol Feminino (3): 2013, 2017, 2018
- Sul/Centro-Americano de Handebol Feminino (1): 2019

Campanhas de destaque
- Liga Nacional de Handebol Feminino (vice-campeã, 3): 2012, 2014, 2015
- IHF Women's Super Globe (terceiro lugar): 2019

## Equipe atual
Dados atualizados em dezembro de 2019.
| Goleiras - 01 Luciane Verona - 20 Maite Lima Dias Extremas Direita - 07 Aline Bieger - 14 Agda Pereira - 15 Ana Luiza Aguiar Esquerda - 10 Barbarah Monteiro - 88 Jamily Felix Pivôs - 02 Nadyne Morcineck - 06 Sabrina Fiore | Armadoras Esquerda - 03 Eduarda Engel - 13 Talita Carneiro - 19 Amanda Caetano - 22 Francieli Sothe Central - 99 Tauani Schneider Direita - 04 Daise Oliveira - 73 Juliane Pereira |